# Lucio Giunti

Lucio Giunti es un ex-luchador profesional argentino de origen italiano, personificó a Chicho de Catanzaro en  Titanes en el Ring.

## Carrera
Lucio Giunti se inició en Titanes a fines de los 60 personificando a Yolanca. Había sido el primer Mister Moto de Titanes en el Ring, luego interpretado por Alejandro Rodrigo (el Vasco Guizpúzcoa). En 1982 participó de una de las mejores temporadas de Titanes en el Ring, Giunti fue de los últimos luchadores originales que se mantuvieron en la troupe de Martín Karadagián hasta el último programa emitido en 1988 por Canal 11.   
En 1997 fue convocado a la gran reunión de los Titanes originales, que habían sido reunidos por Jorge Rial y Paulina Karadagián.
En su trayectoria en Titanes en el Ring personifico a  Mister Moto, El Mochilero, Yolanka, Gran Pan, David El Pastor, Chicho de Catanzaro, Capitán Zum, Cosmos, Dink C,( temporada de verano 1983, previo a la tv)l Hombre de la Laguna ( Ocasionalmente),Pepino ( ocasionalmente)